# Kenneth M. Regan

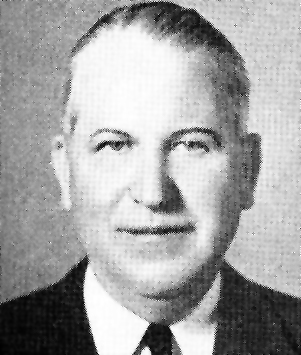
Kenneth M. Regan

Kenneth Mills Regan (* 6. März 1891 in Mount Morris, Ogle County, Illinois; † 15. August 1959 in Santa Fe, New Mexico) war ein US-amerikanischer Politiker. Zwischen 1947 und 1955 vertrat er den Bundesstaat Texas im US-Repräsentantenhaus.

## Werdegang
Kenneth Regan besuchte die öffentlichen Schulen seiner Heimat und studierte danach an der Vincennes University in Indiana. Während des Ersten Weltkrieges diente er im US Army Signal Corps. Seit dem Jahr 1920 arbeitete Regan in Pecos in der Immobilienbranche und im Ölgeschäft. Gleichzeitig begann er als Mitglied der Demokratischen Partei eine politische Laufbahn. Er wurde Mitglied im Gemeinderat von Pecos; zwischen 1929 und 1932 war er dort Bürgermeister. Von 1933 bis 1937 gehörte Regan dem Senat von Texas an. Während des Zweiten Weltkrieges war er als Hauptmann im Nachrichtendienst des Army-Fliegerkorps. Nach dem Krieg zog er nach Midland, wo er sich wieder in der Ölbranche betätigte.
Nach dem Rücktritt des Abgeordneten R. Ewing Thomason wurde Regan bei der fälligen Nachwahl für den 16. Sitz von Texas als dessen Nachfolger in das US-Repräsentantenhaus in Washington, D.C. gewählt, wo er am 23. August 1947 sein neues Mandat antrat. Nach drei Wiederwahlen konnte er bis zum 3. Januar 1955 im Kongress verbleiben. In diese Zeit fielen der Beginn des Kalten Krieges, der Koreakrieg und der Beginn der Bürgerrechtsbewegung. 1954 wurde Regan von seiner Partei nicht mehr zur Wiederwahl nominiert. Nach dem Ende seiner Zeit im US-Repräsentantenhaus war er Vertreter der Eisenbahnen des Staates Texas in der Bundeshauptstadt Washington. Er starb am 15. August 1959 in Santa Fe und wurde in Midland beigesetzt.